# Officer Down (ER)
Officer Down is de derde aflevering van het veertiende seizoen van de televisieserie ER, die voor het eerst werd uitgezonden op 11 oktober 2007.

## Verhaal
De SEH krijgt twee patiënten die dienst hadden als vrijwillige politie, zij zijn neergeschoten terwijl zij een autodief wilden overmeesteren. Deze patiënten maken grote indruk op dr. Morris, die zich afvraagt waarom zij geen beschermende vesten aan hadden. Ondertussen moet dr. Morris slecht nieuws verwerken, zijn vader is overleden. Hij had zijn vader al jaren niet meer gezien of gesproken en het nieuws maakt meer indruk dan dat hij eerst wilde toegeven. 
Dr. Rasgotra wordt ontslagen uit het ziekenhuis en mag thuis verder herstellen, zij besluit dit te doen dr. Lockhart om zo haar te helpen met het opvoeden van Joe. 
Dr. Pratt ontdekt dat zijn vriendin dr. DeJesus net doet of zij een orgasme heeft gekregen tijdens seks. Hij is teleurgesteld dat zij dit doet, en vertelt haar dat hij geen gedachten kan lezen en als hij iets niet goed doet dat zij dit moet zeggen. Tijdens deze discussie merken zij dat er meer problemen zijn in hun relatie dan dat zij eerst gedacht hadden.
Dr. Gates probeert om zijn patiënt Joshua Lipnicki, die terminaal ziek is, in een medicijnprogramma te krijgen en roept hierbij de hulp in van dr. Dubenko. 

## Rolverdeling

### Hoofdrollen
- Maura Tierney - Dr. Abby Lockhart
- Mekhi Phifer - Dr. Gregory Pratt
- Parminder Nagra - Dr. Neela Rasgrota
- John Stamos - Dr. Tony Gates
- Scott Grimes - Dr. Archie Morris
- Leland Orser - Dr. Lucien Dubenko
- Gil McKinney - Dr. Paul Grady
- Gina Ravera - Dr. Bettina DeJesus
- Linda Cardellini - verpleegster Samantha Taggart
- Laura Cerón - verpleegster Chuny Marquez
- Angel Laketa Moore - verpleegster Dawn Archer
- Lyn Alicia Henderson - ambulancemedewerker Pamela Olbes
- Brian Lester - ambulancemedewerker Brian Dumar
- Brendan Patrick Connor - ambulancemedewerker Reidy
- Troy Evans - Frank Martin
- Chloe Greenfield - Sarah Riley

### Gastrollen (selectie)
- Miles Heizer - Joshua Lipnicki
- Natacha Roi - Serena Lipnicki
- Mimi Kennedy - brigadier O'Malley
- Christopher Amitrano - politieagent Hollis
- Joe Manganiello - politieagent Litchman
- Cisco Reyes - politieagent Tim Daniels
- Paul Carafotes - politieagent
- Marc Jablon - Larry Weston
- Dayo Ade - James Rollins